# لیپتون

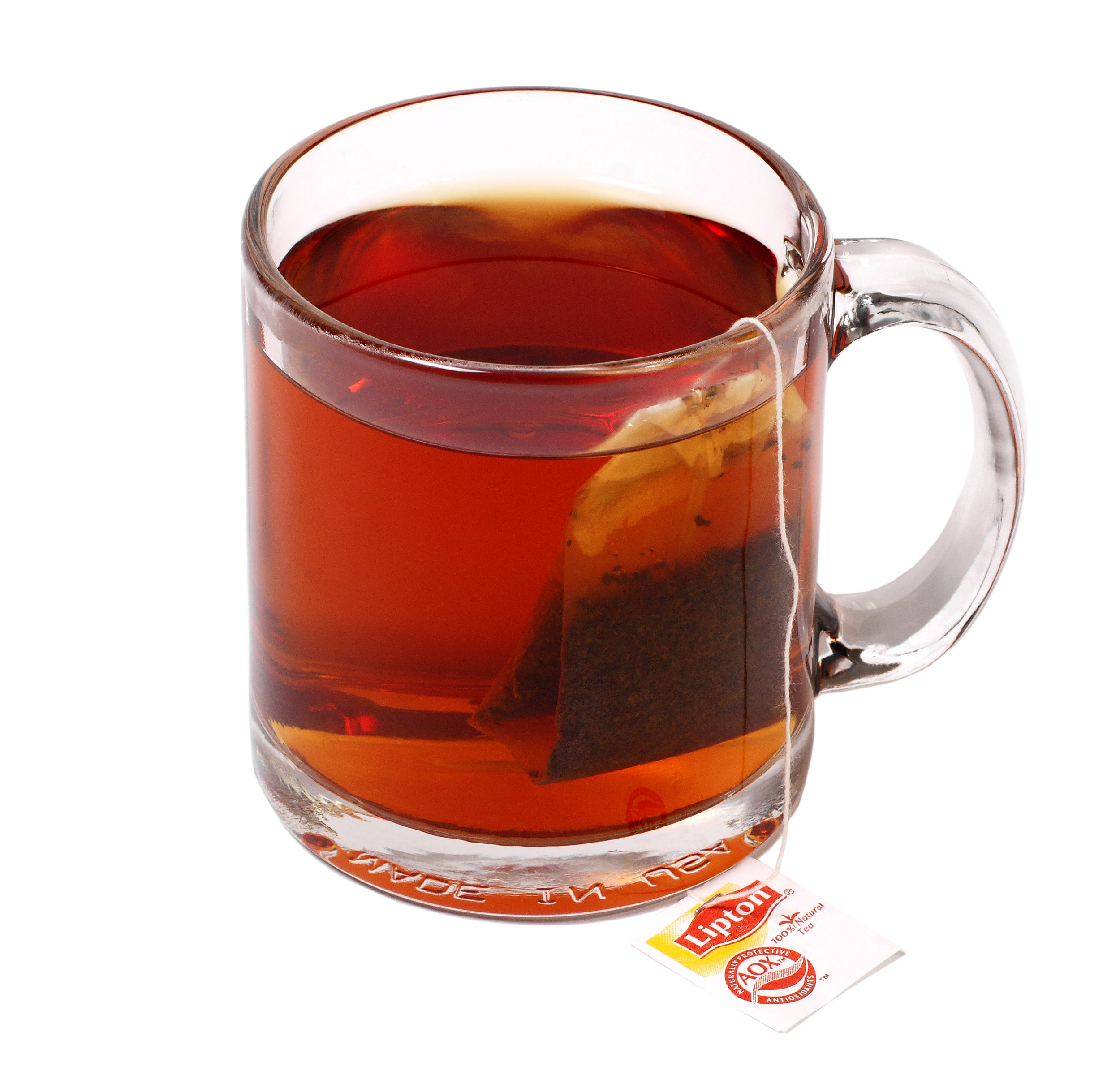
چای کیسه‌ای لیپتون

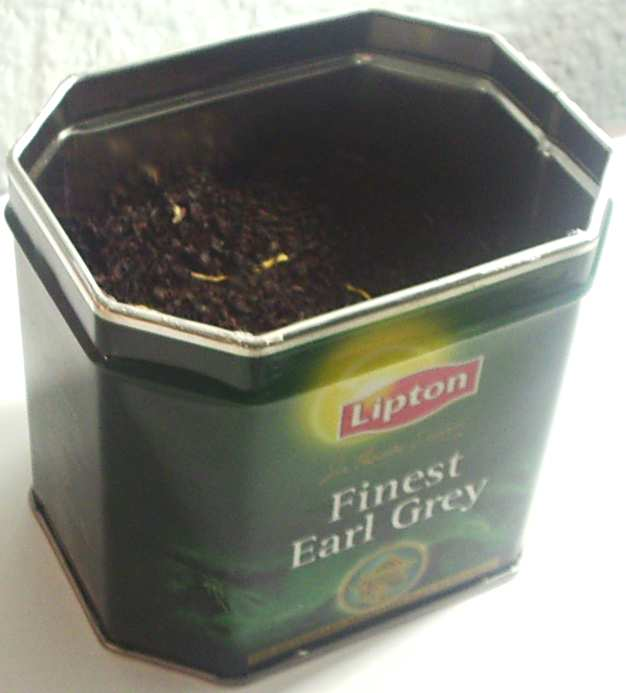
بسته بندی چای لیپتون

لیپتون (به انگلیسی: Lipton)، نامی تجاری برای چای است. لیپتون در سال ۱۸۹۰ میلادی توسط خواربارفروشی به‌نام توماس لیپتون در گلاسگو واقع در اسکاتلند تاسیس شد.
وی سپس شرکت «توماس جی لیپتون» را در زمینه بسته‌بندی چای در هوبوکن در ایالت نیوجرسی، ایالات متحده آمریکا تأسیس کرد. این محصول به‌سرعت در آمریکا به موفقیت دست یافت و توماس از ملکه ویکتوریا، عنوان شوالیه را گرفت و در سال ۱۸۹۸ (سن ۴۸ سالگی) لقب سر را نیز دریافت کرد.
محصولات لیپتون از مزارع کشورهایی مانند هند، سریلانکا، کنیا و چین جمع‌آوری می‌شوند. چای زرد نشان لیپتون، مخلوطی از بیست نوع چای مختلف است. امروزه محصولات لیپتون در ۱۱۰ کشور جهان عرضه می‌شوند.